# Isleworth

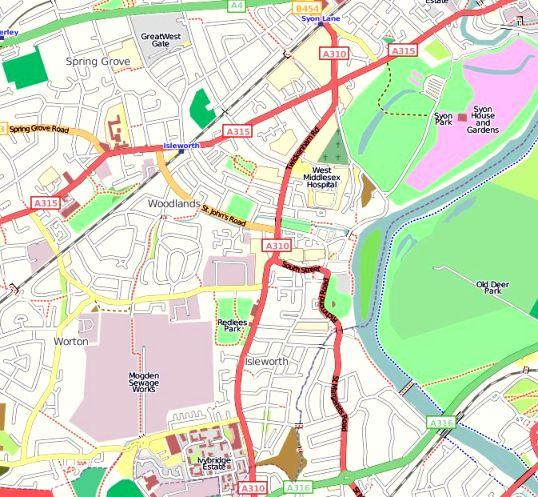
Mappa di Isleworth
(clicca per ingrandire)

Isleworth è una cittadina dell'Inghilterra, che si trova nel Middlesex, amministrativamente è un quartiere del borgo di Hounslow, che fa parte del settore occidentale della Grande Londra. Il suo territorio ha origini sassoni, appartenente dal 664 al 713 a  Ealdwulf, re dell'Anglia orientale.
Conta circa 20 500 abitanti (secondo una stima del 2001).

## Ubicazione

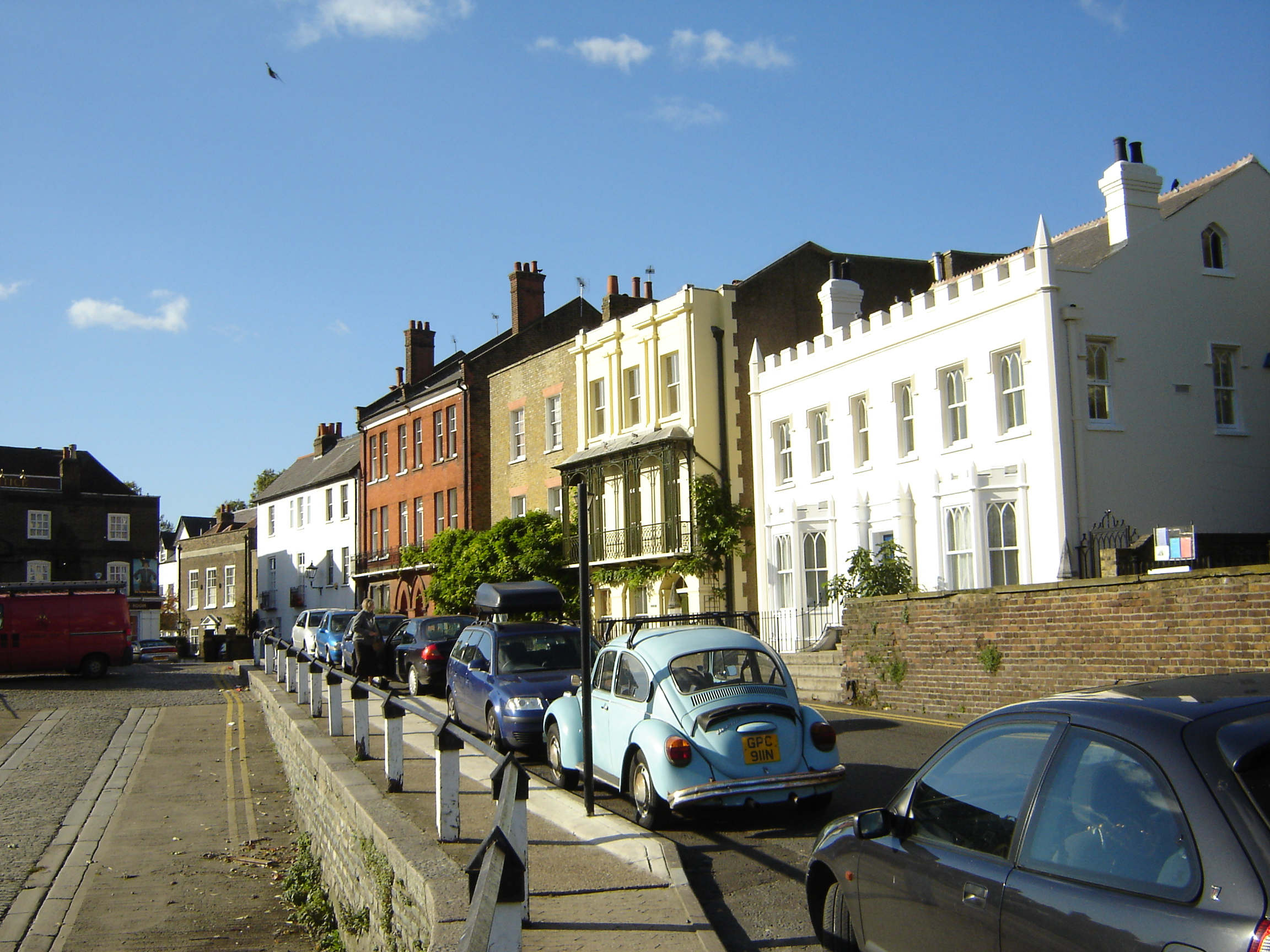
Un'immagine di Old Isleworth prospiciente il Tamigi su cui si affacciano case in stile georgiano

Sede di una delle stazioni ferroviarie di Londra, è situata all'interno del distretto di Hounslow e confina a oriente con la stessa Hounslow mentre a occidente è racchiusa fra le sponde del Tamigi e il fiume Crane, suo tributario. La parte nord-occidentale della città costeggia l'Osterley verso nord e il Lampton a ovest (questa parte è chiamata Spring Grove). L'originario insediamento abitativo di Isleworth, che rasenta il Tamigi, è conosciuto con il nome di Old Isleworth.

## Strutture
- È sede di un aeroporto civile il cui codice è EGLI (vedi Codici aeroportuali ICAO/E).
- Ospita gli impianti della rete televisiva British Sky Broadcasting e della casa discografica Greensleeves Records.
- Ad Isleworth è ubicata la sede principale del West Thames College (già Isleworth Polytechnic).